# ブロークン・リザード
ブロークン・リザード（Broken Lizard）は、1990年に結成されたコメディアン、映画制作グループ。

## 概要
1990年、コルゲート大学で学生演劇監督からコメディーショーのチームを組むように求められたジェイ・チャンドラセカール（Jay Chandrasekhar）は、Beta Theta Pi Fraternityのメンバーであるケヴィン・ヘファーナン（Kevin Heffernan）、スティーヴ・レミー（Steve Lemme）、ポール・ソーター（Paul Soter）、エリック・ストルハンクス（Erik Stolhanske）を集めて結成した。

## 映画制作
初めて撮影した30分の16mmプロジェクト「Tinfoil Monkey Agenda」を機に、長編映画を撮る事を決意。2000年に『だめんず・コップ』の撮影を開始し、2002年にフォックス・サーチライト・ピクチャーズ配給の元で公開。サンダンス映画祭でも上映された。評価はいまいちだったが、カルト的な人気を集めた。
2004年には、ホラー的な要素を含んだコメディ映画、『ミステリー・ツアー』を公開した。2006年にはワーナー・ブラザース配給の元で『ビール・フェスタ』を公開、2015年には『だめんず・コップ』の続編である『だめんず・コップ2』の資金集めを行い、2018年に公開した。

## その他の活動
チャンドラセカールは、20世紀フォックスからの資金援助により、テレビディレクターとしても活動を始め、Undeclared、Andy Richter Controls the Universe、Arrested Development、Oliver Beene、Cracking Upといった作品の数々に参加した。jackass number two the movieでは、タクシーの運転手役で登場、お得意の悪ふざけを行った。

## メンバー
以下の五人で構成されているアメリカのコメディ製作グループ。主に低俗で下品とされるものをコメディの題材にしているため、彼らの作品は日本で大きな評価を得ず、日本で劇場公開された作品はない。
- ジェイ・チャンドラセカール（Jay Chandrasekhar）
- ケヴィン・ヘファーナン（Kevin Heffernan）
- スティーヴ・レミー（Steve Lemme）
- ポール・ソーター（Paul Soter）
- エリック・ストルハンクス（Erik Stolhanske）

## 製作作品
| 公開年 | 原題                    | 邦題               | 配給                                   | 制作費        | 興行収入      |
| ------ | ----------------------- | ------------------ | -------------------------------------- | ------------- | ------------- |
| 1996   | Puddle Cruiser          |                    | 20世紀フォックス                       |               | $160,000      |
| 2002   | Super Troopers          | だめんず・コップ   | フォックス・サーチライト・ピクチャーズ | $1.2 million  | $23.1 million |
| 2004   | Club Dread              | ミステリー・ツアー | フォックス・サーチライト・ピクチャーズ | $8.6 million  | $7.6 million  |
| 2006   | Beerfest                | ビールフェスタ     | ワーナー・ブラザース                   | $17.5 million | $20,387,597   |
| 2009   | The Slammin' Salmon     |                    | Anchor Bay Films                       |               |               |
| 2010   | Broken Lizard Stands Up |                    |                                        |               |               |
| 2012   | Freeloaders             |                    | Myriad Pictures                        |               | $3,000,000    |
| 2018   | Super Troopers 2        | だめんず・コップ2  | フォックス・サーチライト・ピクチャーズ | $13.5 million | $31.6 million |